# Financial Times Global 500

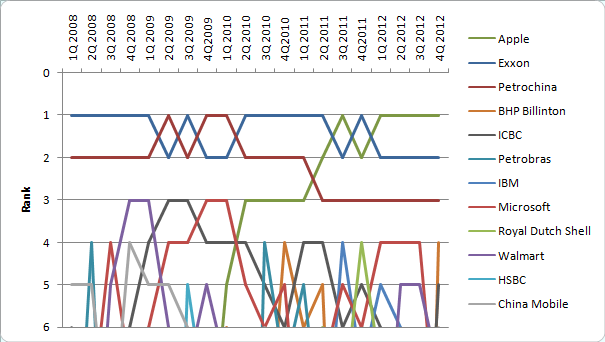
Gráfico de posiciones de las empresas en la lista trimestral Forbes 500

El FT Global 500 es una lista anual de las más grandes compañías para comparar como las fortunas han cambiado con respecto al año pasado, resaltando la participación de los países y sectores.

## Lista 2007
El día escogido para el cálculo fue el 27 de marzo del 2007.
| Puesto 2007 | Puesto 2006 | Compañía                | Ventas $ Mill. | País           | Industria                            |
| ----------- | ----------- | ----------------------- | -------------- | -------------- | ------------------------------------ |
| 1           | 1           | Exxon Mobil             | 429.566,7      | Estados Unidos | Petróleo y gas                       |
| 2           | 2           | General Electric        | 363.611,3      | Estados Unidos | Electricidad y electrónica           |
| 3           | 3           | Microsoft               | 272.911,7      | Estados Unidos | Software y servicios computacionales |
| 4           | 4           | Citigroup               | 252.857,3      | Estados Unidos | Servicios financieros                |
| 5           | 37          | AT&T                    | 246.206,3      | Estados Unidos | Telecomunicaciones                   |
| 6           | 10          | Gazprom                 | 245.911,4      | Rusia          | Petróleo y gas                       |
| 7           | 9           | Toyota Motor            | 230.831,6      | Japón          | Automóviles y partes                 |
| 8           | 6           | Bank of America         | 228.177,3      | Estados Unidos | Servicios financieros                |
| 9           | -           | Indl & Coml Bk of China | 224.787,6      | China          | Servicios financieros                |
| 10          | 7           | Royal Dutch Shell       | 214.018,4      | Reino Unido    | Petróleo y gas                       |